# Підсоколик східний
Підсоколик східний (Falco severus) — вид соколоподібних птахів родини Соколові (Falconidae).

## Поширення
Вид поширений на Індійському субконтиненті, Індокитаї та Австралазії. Оселяється в лісистих рівнинних місцевостях.